# Mosiera xerophytica
Mosiera xerophytica là một loài thực vật có hoa trong Họ Đào kim nương. Loài này được (Britton) Salywon mô tả khoa học đầu tiên năm 2007.